# José Maria Ferreira Araújo
José Maria Ferreira de Araújo (Fortaleza, 06 de junho de 1941 - São Paulo, 23 de setembro de 1970) foi um militar, marinheiro e militante da Vanguarda Popular Revolucionária (VPR) durante a época da ditadura militar no Brasil. Conhecido como Aribóia ou Araribóia, foi assassinado em São Paulo, em 1970, e enterrado no cemitério da Vila Formosa I sob a identidade falsa de Edson Cabral Sardinha. O militante tinha 29 anos quando desapareceu. É um dos casos investigados até hoje pela Comissão da Verdade, que apura mortes e desaparecimentos na ditadura militar brasileira.

## Juventude
Nascido no Ceará, na cidade de Fortaleza, José Maria Ferreira de Araújo começou a sua carreira no exército brasileiro como marinheiro em 1959, no Rio de Janeiro. Em 1964, logo após a deposição de João Goulart, foi preso na Ilha das Flores por 4 meses sob acusação de ser um dos organizadores da Associação dos Marinheiros e Fuzileiros Navais do Brasil. Essa associação foi responsável pela chamada Revolta dos Marinheiros, episódio marcante da história brasileira. Ficou isolado e sem comunicação no período em que permaneceu detido na ilha. Mais tarde, ele seria condenado pela 1ª Auditoria da Marinha a 5 anos e 1 mês de prisão, pena que ele nunca chegou a cumprir. 

## Cuba e Soledad
Durante alguns anos, José Maria foi à Cuba como militante do Movimento Nacionalista Revolucionário (MNR), onde obteve um treinamento com os guerrilheiros cubanos. Apaixonou-se pela paraguaia Soledad Barrett Viedma, que era de uma família de militantes do Paraguai e que conheceu em Cuba durante treinamento. Viveram juntos no país até 1970, quando precisou deixá-la para ir para uma missão militar no Brasil, achando que logo voltaria, o que não ocorreu. Com ela, José Maria teve sua única filha: Ñasaindy Barrett de Araújo, nascida em Havana, em 1969. Sua esposa só soube de seu falecimento em 1971, ao vir para o Brasil procurá-lo, já que as cartas que ela mandava não eram respondidas.
Em 1973, Soledad foi delatada por José Anselmo dos Santos, o cabo Anselmo, para as forças do regime militar. Na época, Soledad era a noiva do cabo Anselmo e esperava um filho dele. Foi brutalmente assassinada em janeiro de 1973.

## Morte e desaparecimento
Segundo os documentos originais do órgão de segurança da ditadura, José Maria foi morto no dia 23 de setembro de 1970, num terminal de ônibus no Anhangabaú, no centro da capital paulista, por ter reagido a um mandato de prisão feito por agentes do DOI-CODI/SP. Sua localização teria sido entregue por Mário de Freitas Gonçalves, também militante da VPR, que havia sido preso no dia anterior. Porém, acredita-se que essa versão da morte pode não ser verdadeira, já que outros presos políticos afirmaram ter visto José Maria sendo torturado e espancado na sede do DOI-CODI/SP. O que dificulta a investigação é o fato de ele, na época, usar o codinome de Edson Cabral Sardinha. Um documento arquivado do 1º Congresso Brasileiro pela Anistia, realizado na PUC/SP, em 03 de novembro 1978, consta seu verdadeiro nome e se descreve o processo de tortura no pau-de-arara, espancamento e choques elétricos sofridos pelo preso. Em consequência dos problemas cardíacos que ele sofria, faleceu 15 minutos depois.
A dúvida em relação ao verdadeiro paradeiro do morto conhecido como Edson Cabral Sardinho surgiu com um documento arquivado no DOPS/SP, uma carta do delegado Alcides Cintra Bueno Filho para o Coronel Lima Rocha, chefe da 2ª Secção do II Exército, a qual dizia:
"falecido em conseqüência de violento tiroteio que travou com agentes dos órgãos de segurança".
Depois de 40 anos da morte de José Ferreira de Araújo, as investigações realizadas pela Comissão de Familiares de Mortos e Desaparecidos Políticos e pela Comissão Nacional da Verdade revelaram a existência de indícios que permitem apontar a falsidade da versão divulgada após a sua morte. 
Seu laudo necroscópico falso foi emitido pelo médico Isaac Abramovich, que no início da década de 90 foi acusado de ter feito esse tipo de atividade criminosa enquanto trabalhava no IML/SP.  Segundo o laudo, Edson Cabral Sardinha foi preso pela Operação Bandeirantes (OBAN) por atividades subversivas, e faleceu ao dar entrada na Delegacia Distrital por causa de mal súbito. Em 1990, foi descoberta uma vala clandestina no cemitério D. Bosco, bairro do Perus, em São Paulo. Lá estava enterrado o corpo de José Maria, que foi sepultado com o nome de Edson Cabral Sardinha. Após realização de um novo laudo necroscópico, ficou constatado que o corpo de José Maria apresentava diversas escoriações no queixo e nos braços, provando que ele sofreu algum tipo de abuso físico. Também foram achadas fotos do corpo antes de ser enterrado, que mostram as marcas do espancamento. Os legistas, porém, disseram que a causa da morte não pode ser constatada. Há suspeita de envenenamento ou de morte súbita por ataque cardíaco. 
Um relato do irmão de José Maria, Paulo Maria Ferreira de Araújo, dado á Comissão da Verdade do Estado de São Paulo, explica como a família descobriu sobre a morte: "“O relato mais significativo que a família teve foi a chegada do Paulo Conseva, o jornalista. Em artigo publicado no Correio de Pernambuco, Conserva insinuava conhecer a trajetória de Zé Maria, assim como sua permanência em Cuba, seu casamento com a Soledad Viedma e até mesmo o nascimento da filha Ñasaindi. A família, em polvorosa, solicitou a vinda do Paulo Conserva até João Pessoa para o encontro e pedido de esclarecimento. Foi feita uma gravação com mais de duas horas contendo informações preciosas e várias dúvidas. Viajar para Cuba para buscar a filha de Zé Maria foi o principal foco a partir de então.[...] Antes mesmo de comprar passagens ficamos conhecendo outros brasileiros que estiveram em Cuba, permitindo uma aproximação do Luiz Eduardo Greenhalgh que, após cuidadosa reticência, mandou avisar que a menina Ñasaindi já estava no Brasil.[...] Os dados da pesquisa e posterior encontro de informações sobre Zé Maria ganhou valiosas informações a partir dos arquivos do DEOPS, do IML de São Paulo e dos registros dos cemitérios. A denúncia feita através da comissão dos mortos e desaparecidos, à época da prefeita Erundina, está bem documentada e disponível para esclarecer alguns fatos. Existem, ainda, várias questões a serem respondidas, entre essas: até hoje a família não tem notícia de quem matou Zé Maria. O que aconteceu com as ossadas de Zé Maria? O laudo da morte elaborado no IML é falso e fraudulento em relação à realidade, como consertar aquele parecer médico? Outro aspecto que merece ser exposto foi a frustração da família com relação ao enterro de José Maria que acreditávamos seria exumado do Cemitério de Vila Formosa. Nada foi encontrado que pudesse ser identificado como sua ossada.”

## Homenagens
Em 2017, três cemitérios de São Paulo ganharam placas para homenagear as vítimas da Ditadura Militar que foram sepultadas nos cemitérios municipais da cidade entre os anos de 1969 e 1979. Além dos nomes nas placas, houve também o plantio de árvores de Ipês nesses lugares.
O primeiro a receber a homenagem foi o Cemitério Dom Bosco, seguido do de Campo Grande e, por fim, o de Vila Formosa. O projeto, que contemplou o nome de José Maria Ferreira Araújo, foi uma parceria entre três secretarias: a de Direitos Humanos e Cidadania (SMDHC), a do Verde e Meio Ambiente (SVMA) e a do Serviço Funerário do Município de São Paulo (SFMSP).